# Castillon-Savès
Pour les articles homonymes, voir Castillon.
Castillon-Savès (Castilhon Savés en gascon) est une commune française située dans le département du Gers, en région Occitanie. Sur le plan historique et culturel, la commune est dans le Savès, une petite province gasconne correspondant au cours moyen de la Save.
Exposée à un climat océanique altéré, elle est drainée par la Save, le ruisseau de Laurio, le ruisseau d'en Peyblanc, le ruisseau du Bigo et par divers autres petits cours d'eau.
Castillon-Savès est une commune rurale qui compte 335 habitants en 2022, après avoir connu une forte hausse de la population depuis 1975.  Elle fait partie de l'aire d'attraction de Toulouse. Ses habitants sont appelés les Castillonais ou  Castillonaises.

## Géographie

### Localisation
Commune de Gascogne située dans le Savès au sud-ouest de L'Isle-Jourdain

### Communes limitrophes
Castillon-Savès est limitrophe de cinq autres communes.
Les communes limitrophes sont  Cazaux-Savès, Endoufielle, Frégouville, Marestaing et Noilhan.
| Frégouville |                 | Marestaing  |
|             | Castillon-Savès | Endoufielle |
| Noilhan     | Cazaux-Savès    |             |

### Géologie et relief
La superficie de la commune est de 1 196 hectares ; son altitude varie de 147  à   214 mètres.
Castillon-Savès se situe en zone de sismicité 1 (sismicité très faible).

### Hydrographie

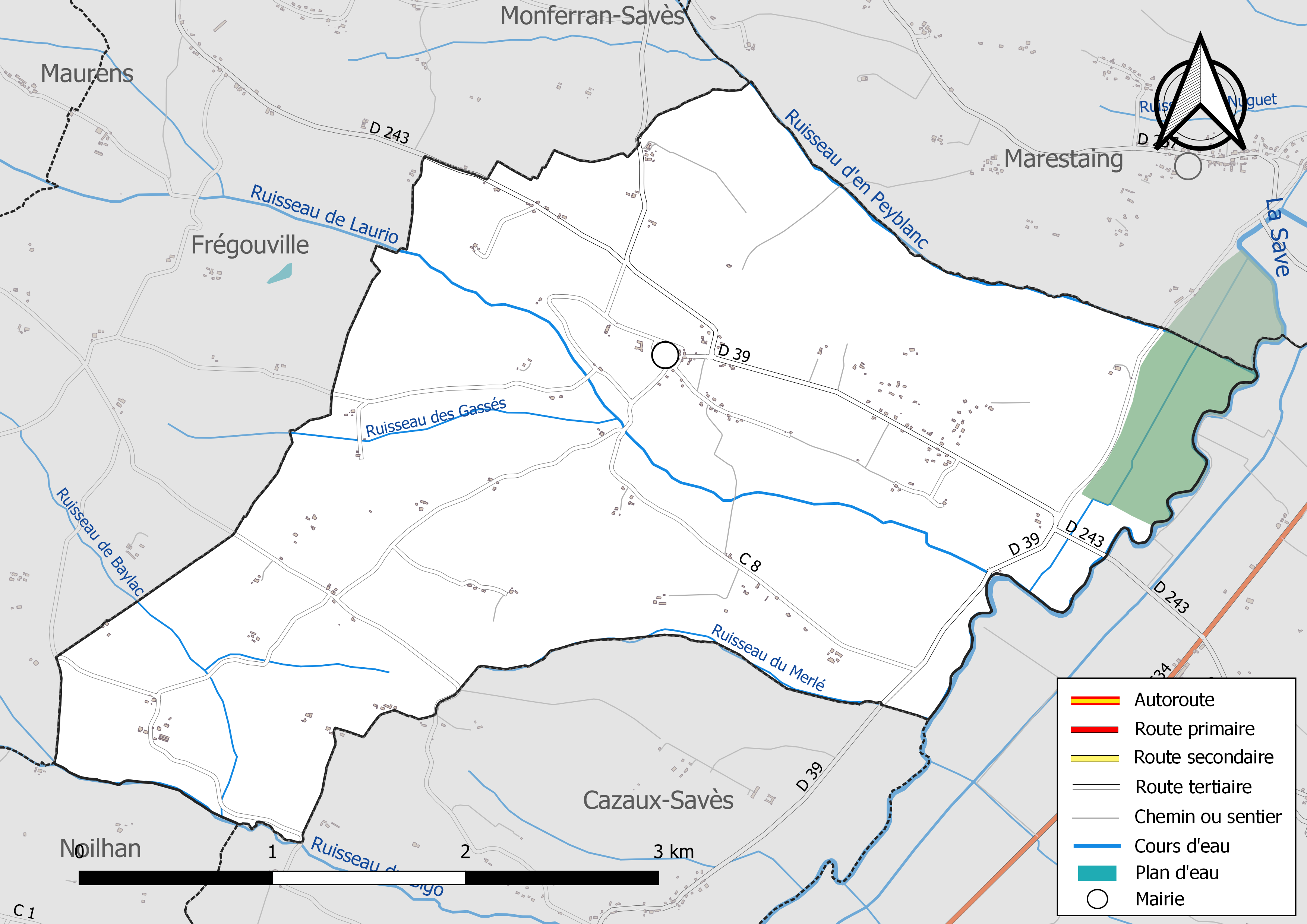
Réseaux hydrographique et routier de Castillon-Savès.

La commune est dans le bassin de la Garonne, au sein du bassin hydrographique Adour-Garonne. Elle est drainée par la Save, le ruisseau de Laurio, le ruisseau d'en Peyblanc, le ruisseau du Bigo, le ruisseau de Baylac, le ruisseau de Cabiro, le ruisseau des Gassés, le ruisseau du Merlé et par deux petits cours d'eau, qui constituent un réseau hydrographique de 14 km de longueur totale,.
La Save, d'une longueur totale de 143 km, prend sa source dans la commune de Lannemezan et s'écoule du sud-ouest vers le nord-est. Elle traverse la commune et se jette dans la Garonne à Grenade, après avoir traversé 46 communes.

### Climat
Pour des articles plus généraux, voir Climat de l'Occitanie et Climat du Gers.
En 2010, le climat de la commune est de type climat du Bassin du Sud-Ouest, selon une étude s'appuyant sur une série de données couvrant la période 1971-2000. En 2020, Météo-France publie une typologie des climats de la France métropolitaine dans laquelle la commune est exposée à un climat océanique altéré et est dans la région climatique Aquitaine, Gascogne, caractérisée par une pluviométrie abondante au printemps, modérée en automne, un faible ensoleillement au printemps, un été chaud (19,5 °C), des vents faibles, des brouillards fréquents en automne et en hiver et des orages fréquents en été (15 à 20 jours).
Pour la période 1971-2000, la température annuelle moyenne est de 13,5 °C, avec une amplitude thermique annuelle de 15,7 °C. Le cumul annuel moyen de précipitations est de 726 mm, avec 9,6 jours de précipitations en janvier et 5,6 jours en juillet. Pour la période 1991-2020, la température moyenne annuelle observée sur la station météorologique la plus proche, située sur la commune de Lahas à 8 km à vol d'oiseau, est de 13,9 °C et le cumul annuel moyen de précipitations est de 633,5 mm,. Pour l'avenir, les paramètres climatiques de la commune estimés pour 2050 selon différents scénarios d'émission de gaz à effet de serre sont consultables sur un site dédié publié par Météo-France en novembre 2022.

### Milieux naturels et biodiversité
Aucun espace naturel présentant un intérêt patrimonial n'est recensé sur la commune dans l'inventaire national du patrimoine naturel,,.

## Urbanisme

### Typologie
Au 1er janvier 2024, Castillon-Savès est catégorisée commune rurale à habitat très dispersé, selon la nouvelle grille communale de densité à sept niveaux définie par l'Insee en 2022.
Elle est située hors unité urbaine. Par ailleurs la commune fait partie de l'aire d'attraction de Toulouse, dont elle est une commune de la couronne,. Cette aire, qui regroupe 527 communes, est catégorisée dans les aires de 700 000 habitants ou plus (hors Paris),.

### Occupation des sols
L'occupation des sols de la commune, telle qu'elle ressort de la base de données européenne d’occupation biophysique des sols Corine Land Cover (CLC), est marquée par l'importance des territoires agricoles (94,1 % en 2018), une proportion identique à celle de 1990 (94,1 %). La répartition détaillée en 2018 est la suivante : 
terres arables (94,1 %), forêts (5,9 %). L'évolution de l’occupation des sols de la commune et de ses infrastructures peut être observée sur les différentes représentations cartographiques du territoire : la carte de Cassini (XVIIIe siècle), la carte d'état-major (1820-1866) et les cartes ou photos aériennes de l'IGN pour la période actuelle (1950 à aujourd'hui).

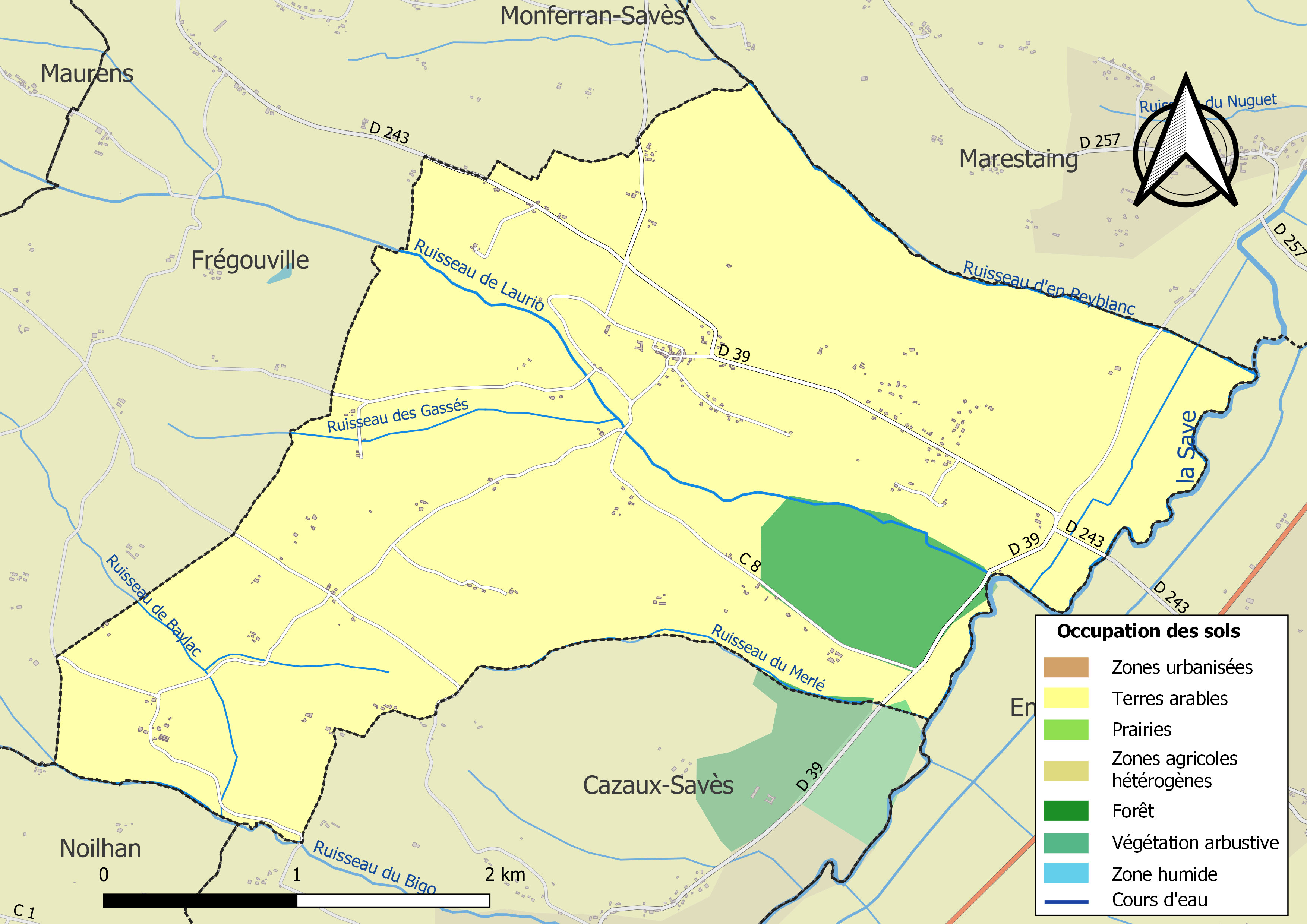
Carte des infrastructures et de l'occupation des sols de la commune en 2018 (CLC).

### Risques majeurs
Le territoire de la commune de Castillon-Savès est vulnérable à différents aléas naturels : météorologiques (tempête, orage, neige, grand froid, canicule ou sécheresse), inondations et séisme (sismicité très faible). Un site publié par le BRGM permet d'évaluer simplement et rapidement les risques d'un bien localisé soit par son adresse soit par le numéro de sa parcelle.
Certaines parties du territoire communal sont susceptibles d’être affectées par le risque d’inondation par débordement de cours d'eau, notamment la Save. La cartographie des zones inondables en ex-Midi-Pyrénées réalisée dans le cadre du XIe Contrat de plan État-région, visant à informer les citoyens et les décideurs sur le risque d’inondation, est accessible sur le site de la DREAL Occitanie. La commune a été reconnue en état de catastrophe naturelle au titre des dommages causés par les inondations et coulées de boue survenues en 1988, 1999, 2009, 2012, 2014 et 2018,.

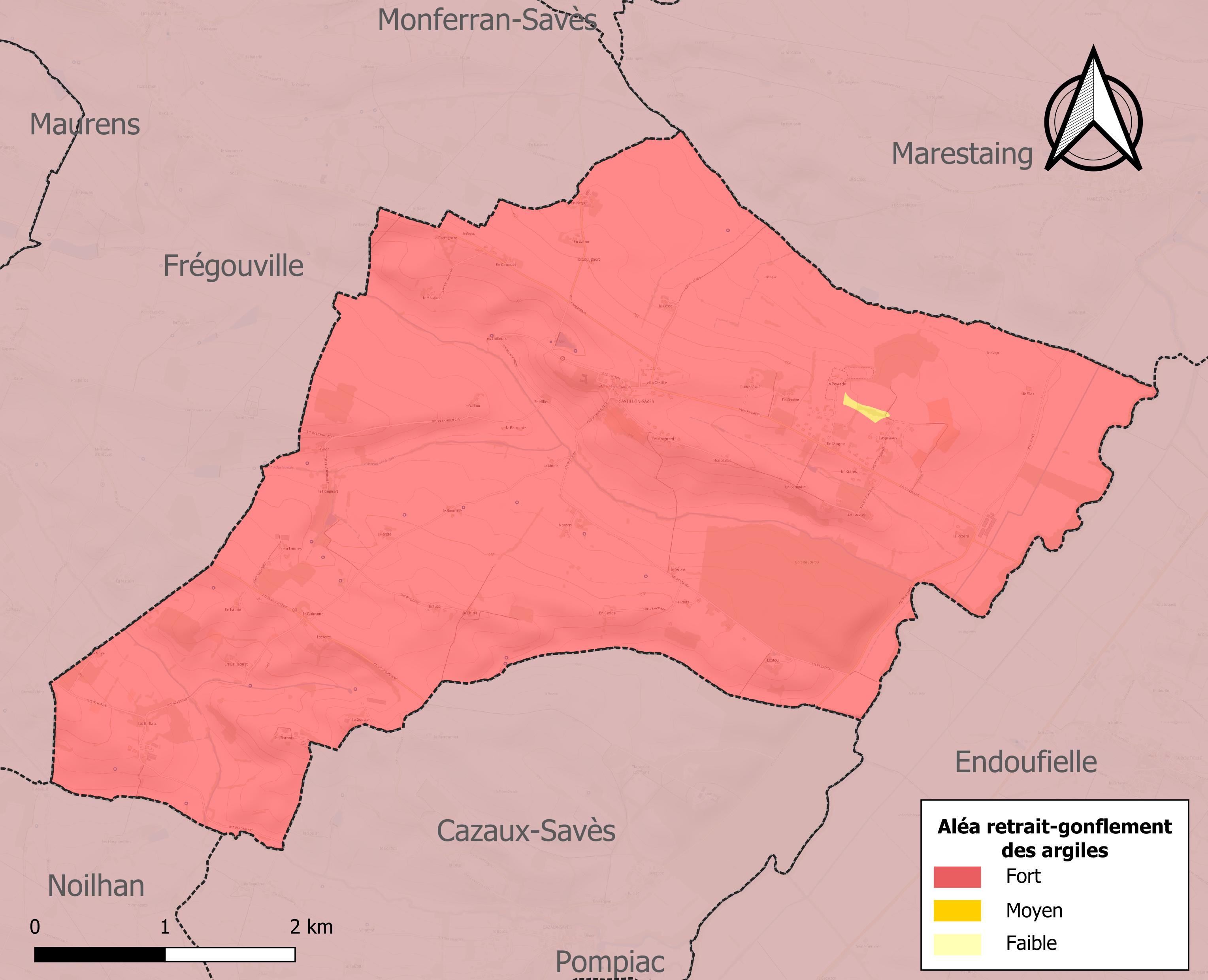
Carte des zones d'aléa retrait-gonflement des sols argileux de Castillon-Savès.

Le retrait-gonflement des sols argileux est susceptible d'engendrer des dommages importants aux bâtiments en cas d’alternance de périodes de sécheresse et de pluie. La totalité de la commune est en aléa moyen ou fort (94,5 % au niveau départemental et 48,5 % au niveau national). Sur les 146 bâtiments dénombrés sur la commune en 2019, 146 sont en aléa moyen ou fort, soit 100 %, à comparer aux 93 % au niveau départemental et 54 % au niveau national. Une cartographie de l'exposition du territoire national au retrait gonflement des sols argileux est disponible sur le site du BRGM,.
Par ailleurs, afin de mieux appréhender le risque d’affaissement de terrain, l'inventaire national des cavités souterraines permet de localiser celles situées sur la commune.
Concernant les mouvements de terrains, la commune a été reconnue en état de catastrophe naturelle au titre des dommages causés par la sécheresse en 1989, 1993, 1998, 2003, 2011, 2016 et 2017 et par des mouvements de terrain en 1999.

## Histoire
Au Moyen Âge la châtellenie de Castillon-Savès fait partie avec celle de Monferran-Savès de la baronnie de Marestang. Elle se trouve située au centre d'un petit territoire  s'étendant entre L'Isle Jourdain et Samatan appelé Cogotois Ce dernier est érigé en vicomté en 1342, par lettre patentes de Philippe VI de Valois, au bénéfice du baron Bernard de Marestang. Les vicomtes de Cogotois avaient fait construire leur tombeau en 1350 à l'emplacement d'une vieille chapelle datant du XIIIe siècle. En 1791,le dernier vicomte du Cogotois, Henri Thomas de Preissac, marquis de Marestang ayant émigré en Espagne, tous ses biens  sont confisqués et le Cogotois divisé en 60 lots pour être vendus comme biens nationaux. Celui de Castillon-Savès comportait encore un château construit par Bernard IV de Marestang qui fut pillé et incendié à l'époque révolutionnaire.

## Politique et administration

### Administration municipale
Le nombre d'habitants au recensement de 2011 étant compris entre 100 et 499, le nombre de membres du conseil municipal pour l'élection de 2014 est de 11,.

### Rattachements administratifs et électoraux
Commune faisant partie de la communauté de communes de la Gascogne Toulousaine et du canton de Val de Save (avant le redécoupage départemental de 2014, Longages faisait partie de l'ex-canton de L'Isle-Jourdain.

### Liste des maires
| Période | Période  | Identité             | Étiquette | Qualité              |
| ------- | -------- | -------------------- | --------- | -------------------- |
| 1789    | 1793     | Marestaing           |           |                      |
| 1793    | 1796     | Faure                |           |                      |
| 1796    | 1815     | Alexis Garros        |           |                      |
| 1815    | 1815     | James Machmahon      |           |                      |
| 1816    | 1831     | François Carrère     |           |                      |
| 1831    | 1843     | Barthélémy Marguerie |           |                      |
| 1843    | 1871     | Antoine Lacroix      |           |                      |
| 1871    | 1871     | Pierre Jean Gallès   |           |                      |
| 1871    | 1889     | Louis Lacroix        |           |                      |
| 1889    | 1929     | François Lannes      |           |                      |
| 1929    | 1940     | Gaston Lacroix       |           |                      |
| 1940    | 1944     | Antoine Délix        |           |                      |
| 1944    | 1953     | Gilbert Lannes       |           |                      |
| 1953    | 1971     | Fernand Laborie      |           |                      |
| 1971    | 2020     | Jean Lacroix         | DVD       | Agriculteur retraité |
| 2020    | En cours | Julien Délix         |           | Agriculteur          |

## Population et société

### Démographie
L'évolution du nombre d'habitants est connue à travers les recensements de la population effectués dans la commune depuis 1793. Pour les communes de moins de 10 000 habitants, une enquête de recensement portant sur toute la population est réalisée tous les cinq ans, les populations de référence des années intermédiaires étant quant à elles estimées par interpolation ou extrapolation. Pour la commune, le premier recensement exhaustif entrant dans le cadre du nouveau dispositif a été réalisé en 2005.

En 2022, la commune comptait 335 habitants, en évolution de +0,3 % par rapport à 2016 (Gers : +1,04 %, France hors Mayotte : +2,11 %).
| 1793 | 1800 | 1806 | 1821 | 1831 | 1841 | 1846 | 1851 | 1856 |
| ---- | ---- | ---- | ---- | ---- | ---- | ---- | ---- | ---- |
| 457  | 542  | 557  | 600  | 561  | 566  | 582  | 562  | 532  |

| 1861 | 1866 | 1872 | 1876 | 1881 | 1886 | 1891 | 1896 | 1901 |
| ---- | ---- | ---- | ---- | ---- | ---- | ---- | ---- | ---- |
| 521  | 521  | 482  | 458  | 468  | 454  | 422  | 408  | 403  |

| 1906 | 1911 | 1921 | 1926 | 1931 | 1936 | 1946 | 1954 | 1962 |
| ---- | ---- | ---- | ---- | ---- | ---- | ---- | ---- | ---- |
| 385  | 345  | 297  | 303  | 290  | 311  | 280  | 251  | 245  |

| 1968 | 1975 | 1982 | 1990 | 1999 | 2005 | 2006 | 2010 | 2015 |
| ---- | ---- | ---- | ---- | ---- | ---- | ---- | ---- | ---- |
| 217  | 160  | 170  | 174  | 206  | 274  | 289  | 289  | 331  |

| 2020 | 2022 | - | - | - | - | - | - | - |
| ---- | ---- | - | - | - | - | - | - | - |
| 339  | 335  | - | - | - | - | - | - | - |

| selon la population municipale des années : | 1968 | 1975 | 1982 | 1990 | 1999 | 2006 | 2009 | 2013 |
| Rang de la commune dans le département      | 265  | 322  | 268  | 220  | 149  | 123  | 122  | 125  |
| Nombre de communes du département           | 466  | 462  | 462  | 462  | 463  | 463  | 463  | 463  |

### Enseignement
Castillon-Savès fait partie de l'académie de Toulouse.

### Sports
Chasse, randonnée pédestre,

## Économie

### Revenus
En 2018  (données Insee publiées en septembre 2021), la commune compte 134 ménages fiscaux, regroupant 332 personnes. La médiane du revenu disponible par unité de consommation est de 25 140 € (20 820 € dans le département).

### Emploi
|                | 2008  | 2013  | 2018  |
| -------------- | ----- | ----- | ----- |
| Commune        | 4,7 % | 9 %   | 6,2 % |
| Département    | 6,1 % | 7,5 % | 8,2 % |
| France entière | 8,3 % | 10 %  | 10 %  |

En 2018, la population âgée de 15 à 64 ans s'élève à 228 personnes, parmi lesquelles on compte 77,9 % d'actifs (71,7 % ayant un emploi et 6,2 % de chômeurs) et 22,1 % d'inactifs,. Depuis 2008, le taux de chômage communal (au sens du recensement) des 15-64 ans est inférieur à celui de la France et du département.
La commune fait partie de la couronne de l'aire d'attraction de Toulouse, du fait qu'au moins 15 % des actifs travaillent dans le pôle,. Elle compte 42 emplois en 2018, contre 26 en 2013 et 27 en 2008. Le nombre d'actifs ayant un emploi résidant dans la commune est de 166, soit un indicateur de concentration d'emploi de 25 % et un taux d'activité parmi les 15 ans ou plus de 64,4 %.
Sur ces 166 actifs de 15 ans ou plus ayant un emploi, 24 travaillent dans la commune, soit 15 % des habitants. Pour se rendre au travail, 87,9 % des habitants utilisent un véhicule personnel ou de fonction à quatre roues, 4,8 % les transports en commun, 2,4 % s'y rendent en deux-roues, à vélo ou à pied et 4,8 % n'ont pas besoin de transport (travail au domicile).

### Activités hors agriculture
26 établissements sont implantés  à Castillon-Savès au 31 décembre 2019. Le tableau ci-dessous en détaille le nombre par secteur d'activité et compare les ratios avec ceux du département,.
Le secteur de la construction est prépondérant sur la commune puisqu'il représente 30,8 % du nombre total d'établissements de la commune (8 sur les 26 entreprises implantées  à Castillon-Savès), contre 14,6 % au niveau départemental.

### Agriculture
La commune est dans les « Coteaux du Gers », une petite région agricole occupant l'est du département du Gers. En 2020, l'orientation technico-économique de l'agriculture  sur la commune est l'exploitation de grandes cultures (hors céréales et oléoprotéagineuses).
|               | 1988 | 2000 | 2010 | 2020 |
| ------------- | ---- | ---- | ---- | ---- |
| Exploitations | 28   | 19   | 14   | 16   |
| SAU (ha)      | 982  | 845  | 610  | 951  |

Le nombre d'exploitations agricoles en activité et ayant leur siège dans la commune est passé de 28 lors du recensement agricole de 1988  à 19 en 2000 puis à 14 en 2010 et enfin à 16 en 2020, soit une baisse de 43 % en 32 ans. Le même mouvement est observé à l'échelle du département qui a perdu pendant cette période 51 % de ses exploitations,. La surface agricole utilisée sur la commune a également diminué, passant de 982 ha en 1988 à 951 ha en 2020. Parallèlement la surface agricole utilisée moyenne par exploitation a augmenté, passant de 35 à 59 ha.

## Culture locale et patrimoine

### Lieux et monuments
- Église Saint-Pierre.

### Personnalités liées à la commune
- Maison de Preissac donc Henri Thomas de Preissac marquis de Marestang.

### Héraldique
| Blason | Blasonnement : Écartelé : au premier d'argent au lion de sable armé, lampassé et couronné de gueules, au deuxième d'azur aux quatre fasces d'argent, au troisième d'azur au pal d'or, au quatrième d'or au lion de gueules armé et lampassé d'azur, tenant une épée du même ; sur le tout de gueules à la croix cléchée, vidée et pommetée de douze pièces d'or (le quatrième quartier reprend les armes des Marestaing qui furent seigneurs des lieux dès le XIe siècle). |